# Sol (Portugal)

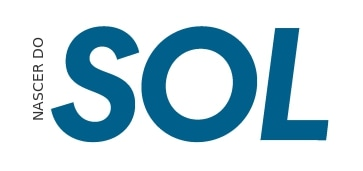
Logo SOL

Sol, zu deutsch Sonne, ist eine samstäglich in Lissabon erscheinende portugiesische Wochenzeitung. Sie gehört der angolanischen Offshore-Mediengruppe Newshold, die Isabel dos Santos, der ältesten der Tochter des angolanischen Präsidenten, gehört und auch zu 15 Prozent am Medienkonzern Cofina (Correio da Manhã, Record etc.) beteiligt ist.
Sol wurde von José António Saraiva, einem ehemaligen Redaktionsleiter der Wochenzeitung Expresso gegründet und erschien erstmals am 16. September 2006. Sie erscheint wie ihr direkter Konkurrent Expresso im Berliner Format. Nach einer im Oktober 2014 veröffentlichten Untersuchung des portugiesischen Medieninstituts APCT beträgt die verkaufte Auflage im Mittel 22.345 Exemplare.
Als Beilage erscheint wöchentlich das Magazin Tabu und der Programmführer Essencial. Das Kulturmagazin Cubo erscheint als monatliche Beilage.
In allen Angelegenheiten, die von der angolanischen Besitzerin als für sie relevant betrachtet werden  – und das sind angesichts der vielfachen Beziehungen zwischen Portugal und Angola recht viele –  gibt diese die Richtung vor.